# Xanthandrus talamaui
Xanthandrus talamaui är en tvåvingeart som först beskrevs av Meijere 1924.  Xanthandrus talamaui ingår i släktet malblomflugor, och familjen blomflugor. Inga underarter finns listade i Catalogue of Life.